# Gormiti Nature Unleashed
Gormiti: Nature Unleashed es una serie italiana animada por computadora coproducida por Giochi Preziosi y Mondo TV, basada en la serie de juguetes Gormiti. No está relacionada con la primera serie animada Gormiti.
Después de que la primera serie de Gormiti fuera un éxito en Italia y Europa, las compañías de producción decidieron revivirla en una combinación de animación en 3D y por computadora en alta definición. Según Michelle Azoury, jefa de ventas y directora de marca de Mondo TV, "no descarta la serie anterior, pero tampoco se ocupa directamente de ella."
Es transmitida en más de 130 países en todo el mundo.

## Trama
Hace tres mil años, la isla de Gorm se enfrentaba a su hora más grave: Magor, el temido líder de la tribu Volcán, estaba en el cenit de su poder. Su rabia oscura y sus poderes volcánicos amenazaban con consumir toda la isla junto con todos los Gormiti vivos! Magor fue repelido sólo a través del combate desinteresado y el increíble poder de los Señores Invencibles de la Naturaleza. Llamados de las cuatro tribus - Tierra, Aire, Mar y Bosque - fueron guiados por su misterioso benefactor, el Viejo Sabio.
Los Señores sabían que una victoria contra Magor era temporal si la fuente de su nuevo poder permanecía intacta. El más sabio entre los Señores originales ideó un plan brillante, pero drástico - dividir la fuente de todo su poder - El Corazón de Gorm - en cinco piedras de Gorm, y esconder cada pieza en lo profundo de sus respectivos reinos. Para asegurar que estas piedras de Gorm permanecieran separadas para siempre, los Señores tomaron una decisión difícil pero necesaria que cambió a sus naciones insulares para siempre. Construyeron muros masivos e impenetrables que separaban para siempre a sus antiguos reinos unificados. Para asegurar aún más que Magor se perdió en el tiempo, cada Señor permitió que el viejo Sabio quitara de sus mentes los recuerdos de las localizaciones de las piedras de Gorm.
Fue un precio enorme que pagar. Los Gormiti habían forjado una sociedad maravillosa al vivir y trabajar juntos. Sin embargo, si la paz ha de prosperar, no hay otra manera. O eso es lo que pensaban. Cada uno de los Señores Elementales de Gorm se retiró a su reino, cerrándolo para siempre a sus aliados. Las leyendas de esta épica batalla y la fuerza de voluntad que se requirió para completarla se vivieron a través de generaciones en la forma de una historia conocida como Camino. La historia es una hoja de ruta que detalla los legendarios planes de los Señores para una paz luchada con ahínco y proporciona esperanza para que las generaciones futuras continúen Camino.
Y durante más de tres mil años la paz ha durado... Hasta hoy...
El día que el joven Agrom, príncipe de la tribu de la Tierra, encontró una grieta en la pared de su reino...

## Personajes
- Agrom es el protagonista, cabeza del grupo y príncipe del reino de la tierra. Fue el primero en aparecer en la serie, y es el personaje en el que el espectador se personifica a sí mismo. Se le describe como un niño de mente amable y abierta, conoce sus deberes y es el único de su reino que cree que la única manera de derrotar a Magor y al ejército del volcán es reuniendo a todos los reinos de Gorm. Cuando encuentra su piedra Gorm, su altura y estructura aumentan dramáticamente, por lo que es mucho más capaz y poderoso para controlar su dominio sobre todo lo que está hecho de piedra. Su arma se llama el Rockhammer. En los primeros episodios competirá por el papel de líder con Noctis.

- Noctis es el príncipe del cielo, tiene un gran ego y cree que conoce perfectamente la isla de Gorm. Fue el segundo miembro en unirse a Agrom. Inicialmente no tendrán una buena relación que mejore con el tiempo. Su principal característica es que tiene gran autoridad sobre todos. Odia fácilmente los lugares demasiado estrechos o llenos de vides, raíces y malas hierbas, como el bosque, donde, debido a la espesa vegetación, no puede volar. Es parte de una noble familia del reino del aire, de hecho su padre Nadir es el rey de ese reino. Siendo un príncipe debe afirmar su autoridad dentro del reino para obtener respeto de todos los Sueños del aire (quizás así es como desarrolló su mal carácter). Cuando se transforma, cuelga como un águila blanca y tiene dos grandes alas de plumas blancas, y es capaz de levantar y volar cualquier Gormita con él. Su arma es una lanza blanca con doble punta.

- Tasaru es el príncipe del bosque, fue el último en unirse al grupo, es muy pendenciero, siempre dispuesto a luchar, pero al mismo tiempo es también el más inseguro y tiende a confiar en que los demás también pueden ponerse en ridículo cuando él es extremadamente feliz. La primera vez que lo conocieron quedó atrapado en el Foso, una especie de Coliseo del que fue campeón, pero gracias a Agrom, Noctis y Piron con la ayuda de la piedra Gorm decidió irse y dejar a su gente. Cuando se transforma es el más poderoso de todos, gracias a sus lianas, ramas y su invencible garra de liana es capaz de enganchar o inmovilizar cualquier cosa. Su arma es un gran bate de corteza.

- Piron es el príncipe del reino del agua, muy reflexivo y tranquilo en comparación con todos los demás, siempre ve el lado positivo de las cosas. Gracias a su tranquilidad y astucia es capaz de crear estrategias ganadoras. Transformado es capaz de controlar cualquier líquido y convertirse en agua para no ser visto por los enemigos y pasar sin ser molestado. Crea chorros de agua muy potentes de las manos. Su arma es un tridente largo. Piron también forma parte de la familia real del Reino del Agua, y junto con su hermano Devon compiten por el trono, ya que el Rey, su padre, acababa de morir. Pero cuando Piron deje el reino, Devon ascenderá al trono.

- El Viejo Sabio es un viejo mago, que ayudará a los Señores de la Naturaleza durante su viaje, dando lecciones sobre la confianza mutua y la unión de fuerzas. Sin embargo, de alguna manera sigue siendo una figura misteriosa hasta que se descubre que es un volcán gormita y hermano de Magor, que será secuestrado por este último, pero que tendrá éxito y escapará. Muchas veces su lealtad será cuestionada por su parentesco.

- La emperatriz de la naturaleza es una figura muy enigmática, aparece con rasgos femeninos que se manifiestan a los jóvenes señores cuando la invocan con su piedra Gorm. Puede aparecer en cualquier superficie que sea roca, agua, aire y tierra o en forma de fantasma. Eventualmente descubrirá que está en estrecho contacto con el corazón de Gorm. Como el viejo sabio, ella da órdenes, consejos, sugerencias, pero también está dispuesta a reprochar algunos de los comportamientos de los jóvenes héroes.

- Magor es el principal antagonista de todo el programa. Despertó después de 3000 años de descanso en la lava del volcán y resurgió para conquistar todo Gorm, su primer objetivo fue poseer las cuatro piedras de Gorm, pero cuando adquirió la del Viejo Sabio se hizo más poderoso y la naturaleza de esta manera se ha subvertido. Su objetivo será esclavizar a todos los reinos con su Nube Roja, una especie de humo rojizo que trae en los corazones y las mentes del dormilón, la maldad pura.

- Andrall es un ser de lava pura, es el tercero en la línea de sucesión al trono del volcán. Es fiel a Magor, porque le ha prometido que será su segundo oficial, sin mencionar su poder y gloria. Fue él quien despertó a Magor de su sueño y por eso su Señor está muy agradecido.

- Sceven era originalmente parte de otro reino que guardaba su secreto, pero luego sumergió su cuerpo en la lava y se convirtió en alguien de ese reino. Todo lo que le toca o le impide el paso se descompone. Tiene una garra grande desde la que dispara bolas de lava ardiente.

- Firespitter es otro aliado de Magor, uno de los más fuertes y desagradables, se burla de los jóvenes señores volviéndolos unos contra otros. Durante un conflicto puede llegar a ser muy peligroso, un lanzallamas vivo capaz de disparar un gran chorro de lava desde su boca destruyendo casi todo. Su arma es una hoz grande hecha de lava solidificada.

- Fume sirve a Magor, tramposo, ninja, luchador y general, le gusta jugar con sus víctimas antes de golpearlas con trampas e ilusiones. Muy ágil en sus movimientos, le permite moverse incluso a través de largas distancias en pocos momentos, casi nadie le puede golpear. Su arma es un nunchacu.

- Los Seguidores de Lava pertenecen a diferentes tribus, movidos por el poder han sido transformados por Magor en lava. Sin cerebro y de aspecto no muy agradable, están dispersos por todo Gorm para traer la confusión entre los reinos y sus habitantes.

## Episodios
| N.º | Título                                                                 | Fecha de emisión original |
| --- | ---------------------------------------------------------------------- | ------------------------- |
| 1   | «Pilota» «Pilot»                                                       | 17 de septiembre de 2012  |
| 2   | «Che aria tira lassù» «The Air up There»                               | 18 de septiembre de 2012  |
| 3   | «Acque impetuose» «Raging Waters»                                      | 19 de septiembre de 2012  |
| 4   | «Radici profonde» «Deep Roots»                                         | 20 de septiembre de 2012  |
| 5   | «La quinta pietra» «The Fifth Stone»                                   | 21 de septiembre de 2012  |
| 6   | «Gerz così buono» «Gerz so Good»                                       | 24 de septiembre de 2012  |
| 7   | «Fiumi di fuoco» «Rivers of Fire»                                      | 25 de septiembre de 2012  |
| 8   | «Cuore in fiamme» «Burning Heart»                                      | 26 de septiembre de 2012  |
| 9   | «Il cielo sta cadendo» «The Sky is Falling»                            | 27 de septiembre de 2012  |
| 10  | «Forti correnti» «Riptide»                                             | 28 de septiembre de 2012  |
| 11  | «Gioco di potere» «Power Play»                                         | 1 de octubre de 2012      |
| 12  | «Fratellanza» «Brotherhood»                                            | 2 de octubre de 2012      |
| 13  | «Le porte tagliafuoco della percezione» «The Fire Doors of Perception» | 3 de octubre de 2012      |
| 14  | «Il marchio di fuoco» «Fire Brand»                                     | 24 de diciembre de 2012   |
| 15  | «Il portale di fuoco» «The Portal of Fire»                             | 25 de diciembre de 2012   |
| 16  | «La guerra dei pesci» «The Pisces Wat»                                 | 26 de diciembre de 2012   |
| 17  | «Fuoco nel cielo» «Fire in the Sky»                                    | 27 de diciembre de 2012   |
| 18  | «Se un albero cade...» «If a Tree Fals»                                | 28 de diciembre de 2012   |
| 19  | «La pietra e il vetro» «The Stone and the Glass»                       | 31 de diciembre de 2012   |
| 20  | «Il sacrificio» «The Sacrifice»                                        | 1 de enero de 2013        |
| 21  | «La faccia nella sabbia» «The Face in the Sand»                        | 2 de enero de 2013        |
| 22  | «La bestia del picco dell'aquila» «The Beast of Eagle's Peek»          | 3 de enero de 2013        |
| 23  | «Un'ombra di speranza» «A Shadow of Hope»                              | 4 de enero de 2013        |
| 24  | «Ogni cosa al suo posto» «Everything in its Place»                     | 7 de enero de 2013        |
| 25  | «Tutti per uno» «All for One»                                          | 8 de enero de 2013        |
| 26  | «A tutte le cose... un finale» «To All Things... an Ending»            | 9 de enero de 2013        |

## Transmisión
En Italia, donde la serie fue producida, el programa se transmite en Cartoon Network, Boing y Italia 1. En los Estados Unidos, el Reino Unido, los Países Bajos, Polonia, Europa central y oriental, Escandinavia, Chipre y el Medio Oriente, se transmite en Cartoon Network. La serie es emitida por el canal Ultra en Serbia. En Grecia, el programa se transmite en Nickelodeon y Star Channel. En Portugal, el canal que transmite la serie es Canal Panda. En España, el programa se transmite por Boing. Para Israel, Arutz HaYeladim es la cadena encargada de emitir el programa. Canal J y Gulli son los canales que transmiten la serie en Francia. En Australia, se transmite por la cadena Eleven. El canal que transmite el programa en México es Televisa.